# Josia auriflua
Josia auriflua är en fjärilsart som beskrevs av Walker 1864. Josia auriflua ingår i släktet Josia och familjen tandspinnare. Inga underarter finns listade i Catalogue of Life.